# Elbingerode (Baixa Saxônia)
Elbingerode é um município da Alemanha localizado no distrito de Osterode, estado da Baixa Saxônia.
Pertence ao Samtgemeinde de Hattorf am Harz.